# Las brujas (Hans Baldung)
Las brujas (anteriormente titulada El aquelarre) es una xilografía en claroscuro de 1510 del artista renacentista alemán Hans Baldung. Este grabado en madera representa a varias brujas preparándose para viajar a un sabbat usando un ungüento volador. Este es el primer grabado en madera producido por Baldung después de dejar el estudio de su mentor, Alberto Durero, y una de las primeras imágenes del Renacimiento que representa tanto brujas que vuelan como un sabatt o sábado de brujas.
Rodeadas de huesos humanos y familiares animales, un grupo de brujas desnudas interactúan mientras se elevan por el aire y preparan comida para el sabbat. La imagen también contiene referencias al empleo blasfemo de hostias y la naturaleza libidinosa de las brujas.

## Contexto histórico
Este grabado fue creado en la ciudad de Estrasburgo, donde trabajaba Hans Baldung. Es el primer grabado que realizó Baldung tras convertirse en maestro y abandonar el taller de Durero, así como el primero en presentar sus iniciales. Estas iniciales se pueden ver en una tablita colgando de la rama de un árbol en el borde derecho de la impresión.

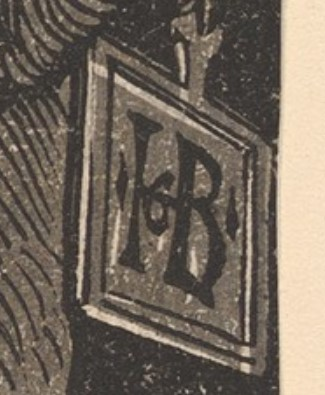
Monograma de Hans Baldung, "HB".

La xilografía en claroscuro era una técnica de grabado en la que se usaba un bloque de madera de color para agregar tono a la imagen impresa. Fue inventado a principios de 1508 y ya había tenido éxito en grabados de Lucas Cranach el Viejo y Hans Burgkmair. Esta nueva tecnología permitió que la escena de Baldung se ambientara de noche. Esta impresión se hizo a partir de dos bloques de madera, un bloque clave para líneas negras y un bloque de color. Hay dos versiones de Las brujas, una impresa con un bloque de tono naranja y otra con un bloque de tono gris.

Baldung y su maestro Alberto Durero crearon varias imágenes a lo largo de sus carreras que trataban este tema de las brujas. Las obras notables incluyen Las cuatro brujas (1497) y La bruja cabalgando hacia atrás sobre una cabra (1500) de Durero, así como el Saludo de Año Nuevo con tres brujas (1514) y El novio embrujado (1544) de Baldung. Se desconoce si el dibujo de 1506 Hexensabbat de Albrecht Altdorfer influyó en el grabado de Baldung.

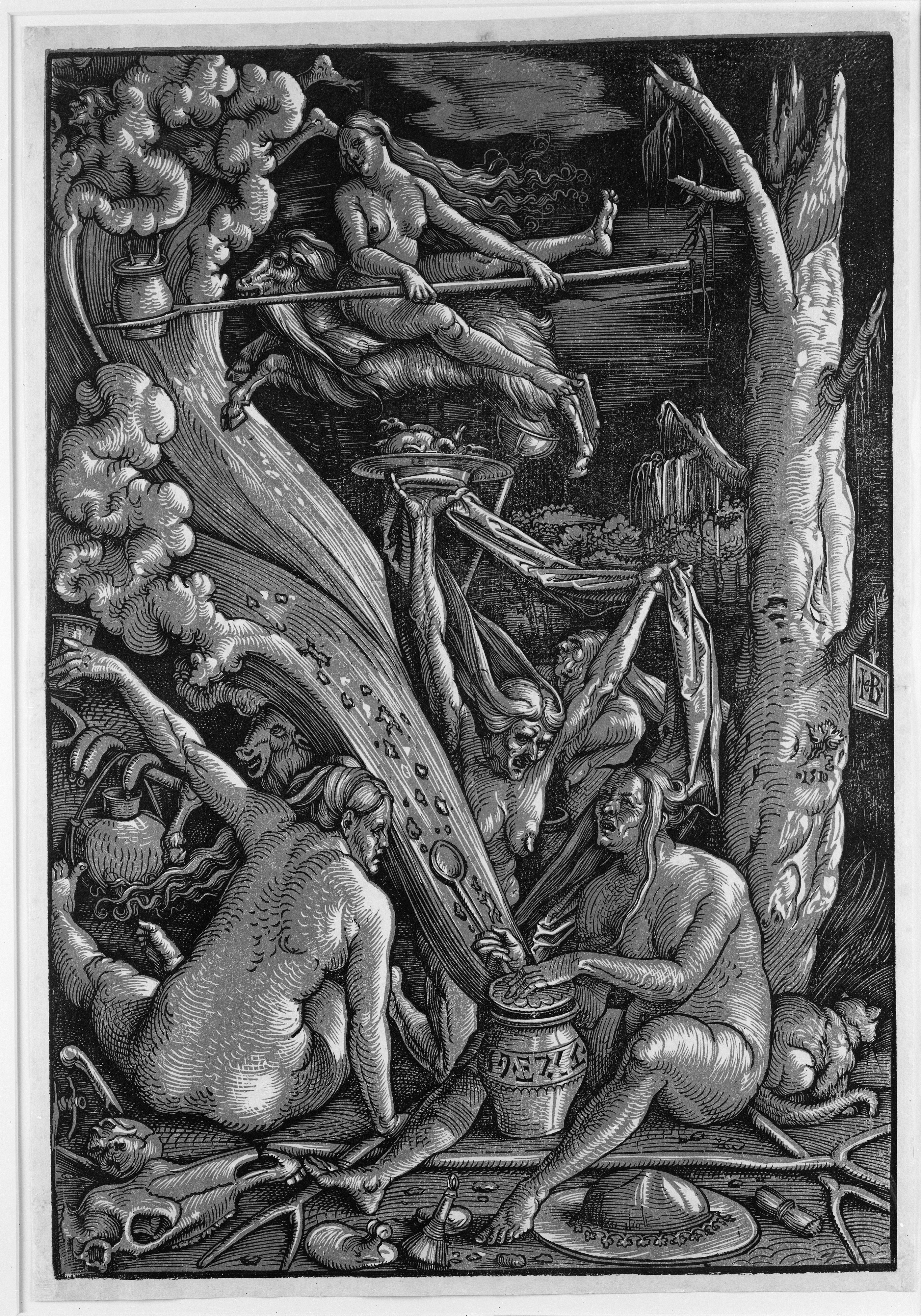
El estampado en tonos grises.
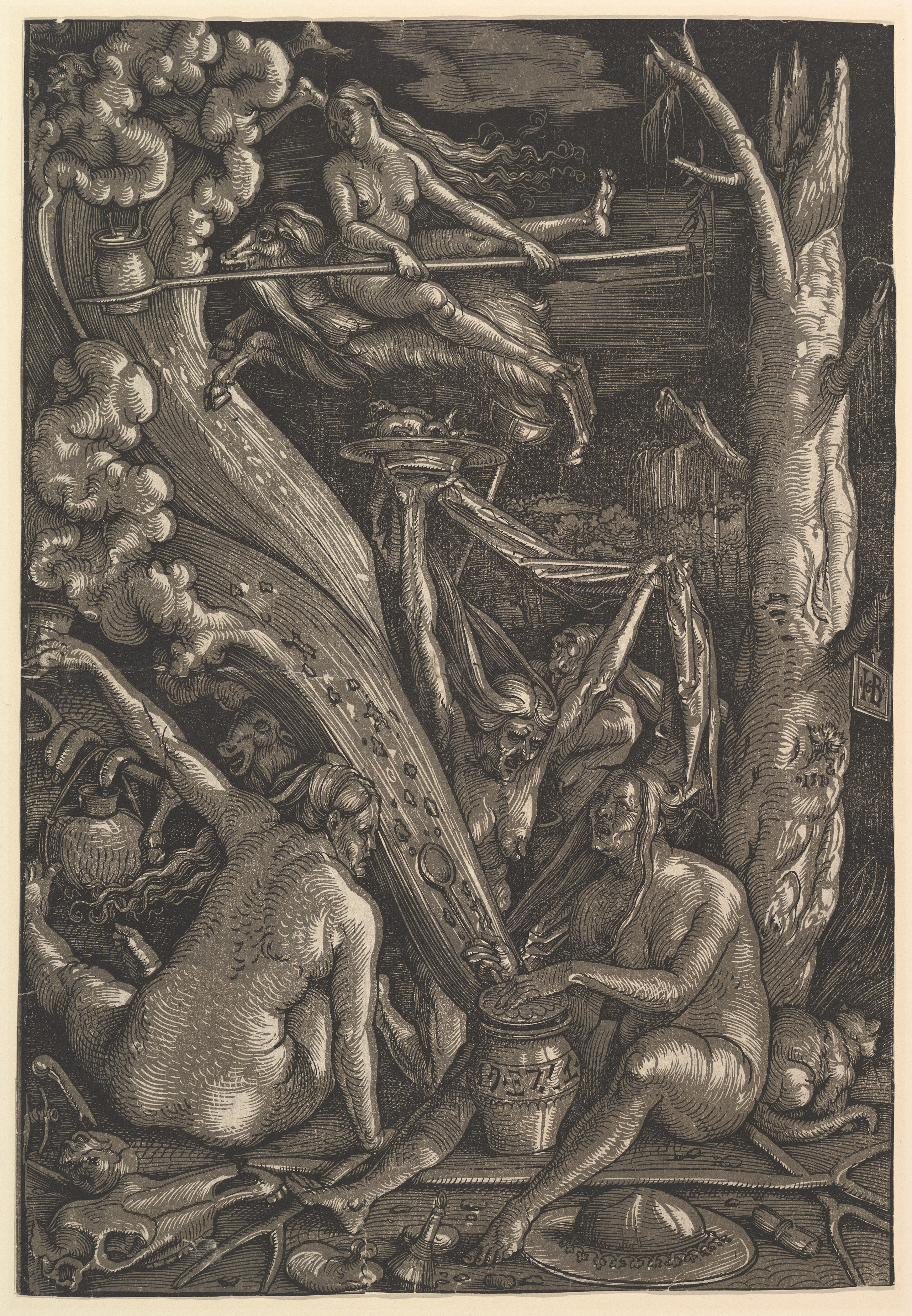
El estampado en tonos naranjas.
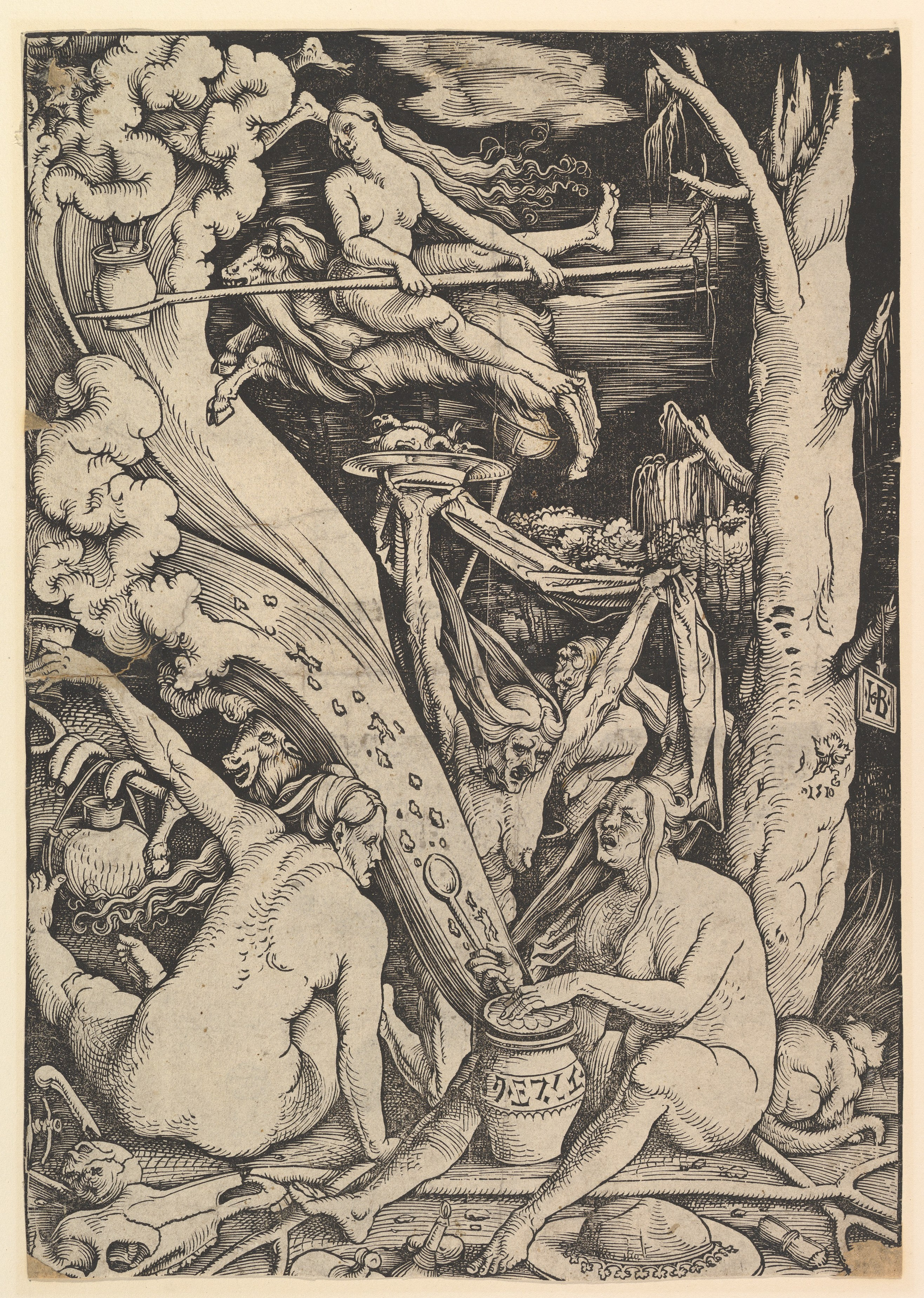
La imagen clave sin bloque de color.
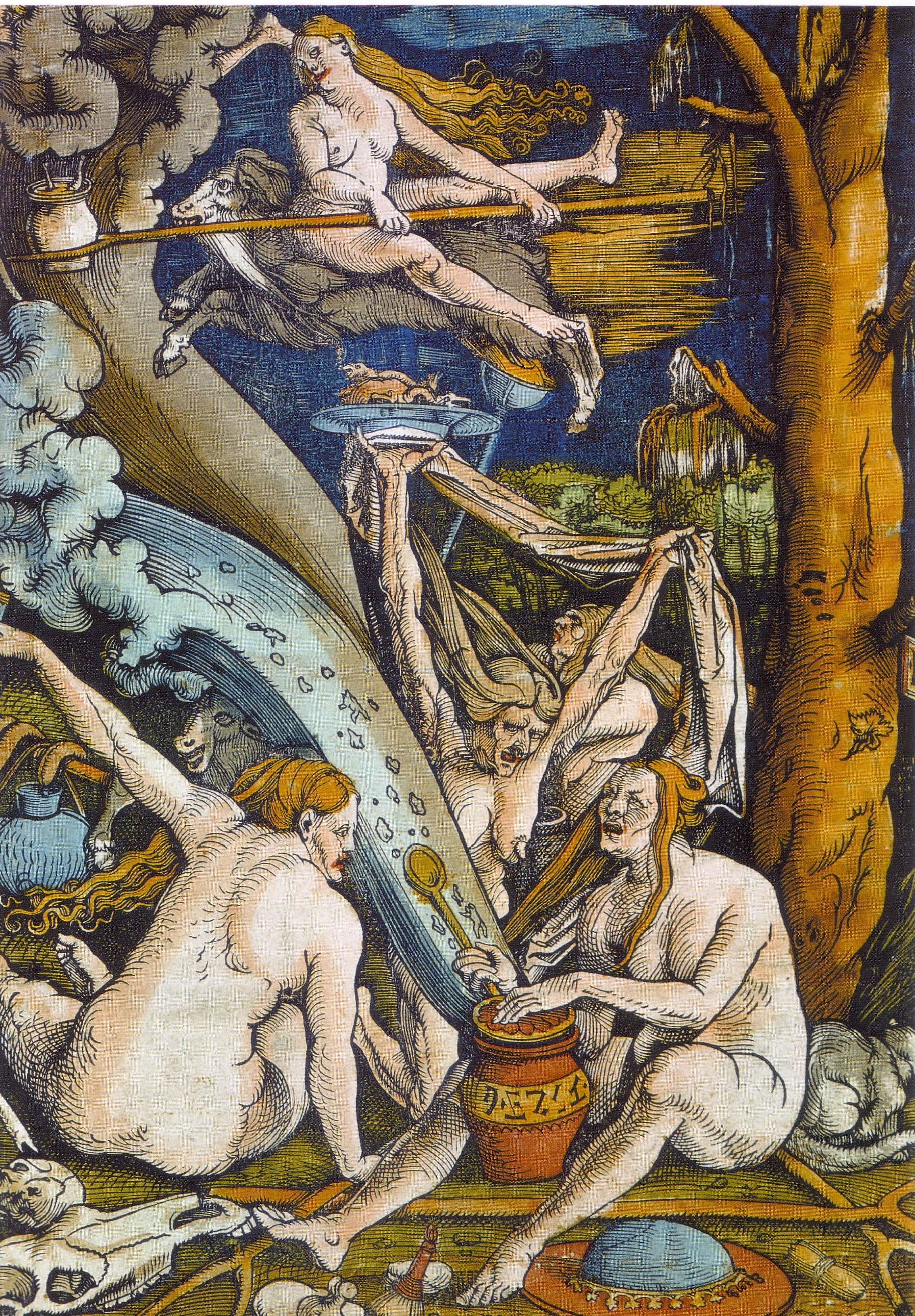
Una interpretación coloreada del estampado de Baldung.

## Tema

### El sabbat o aquelarre
Un sabbat o aquelarre (también llamado sábado de las brujas) era el supuesto evento nocturno en el que las brujas se reunían para adorar al diablo. Esta celebración era una inversión de la misa cristiana. En lugar de recibir el cuerpo y la sangre de Cristo, los participantes ofrecían carne humana a Satanás. El aquelarre contiene elementos de bestialismo, adulterio y fornicación. El diablo, en forma animal o humana, copularía con todas las brujas en el sabbat. También se pensaba que las brujas realizarían estos actos frente a sus hijos. Los más pequeños y los recién nacidos además serían entregados al diablo, presumiblemente como sacrificio. Varias de las otras obras de Baldung que involucran brujas o figuras parecidas a brujas presentan niños.
Es importante notar que las brujas en la imagen de Baldung en realidad no están aun en el sabbat. Las brujas aquí están preparando una poción voladora que les permitirá viajar a él. Falta la sensación de festejo y los bailes en grupo, elementos esenciales de un sabbat. La olla que contiene la poción voladora y los alimentos también sugieren que están llevando comida a una reunión más grande.
En el momento de la creación de la imagen en 1510, el sabbat se consideraba en gran medida una idea ficticia y no se consideraba una amenaza legítima. La mayoría de los campesinos no lo conocían, e incluso entre los teólogos y los cazadores de brujas, el sabbat no necesariamente jugaba un papel importante en la demonología. Aunque el sabbat es mencionado por primera vez en el Malleus maleficarum y más tarde se convertiría en un componente esencial de muchos juicios por brujería, en Estrasburgo en ese momento la legitimidad de la existencia de tal evento incluso estaba en disputa.

### Vuelo de brujas
En esta imagen de Baldung, las brujas están preparando un ungüento que les servirá para volar una vez frotado sobre el cuerpo.
Los primeros cazadores de brujas no creían que las brujas pudieran volar o levitar. La idea del vuelo de las brujas, a veces denominada "transvección", fue denunciada oficialmente por el Canon Episcopi, un recurso para el Derecho canónico en la época medieval que establecía explícitamente cómo funcionaban Satanás y la brujería. El vuelo de las brujas también fue descartado como fantasía por Alonso de Espina en Fortalicium Fidei, Gianfrancesco Ponzinibio en Tractatus de Lamiis, Jean Bodin en De la demonomanie de les sorciers y en los discursos del predicador Juan Geiler de Kaisersberg.
Aunque originalmente se consideró una imposibilidad, el vuelo de las brujas fue esencial para hacer posible el sábado de las brujas y las cazas de brujas posteriores. Generalmente se pensaba que los sabbats tenían lugar en sitios apartados lejos de donde vivían las brujas. Por lo tanto, para asistir a un sábado, las brujas necesitaban poder cruzar grandes distancias en un corto período de tiempo. Los cazadores de brujas necesitaban una forma de eludir el Cannon Episcopi y popularizar la idea del vuelo de las brujas como factible para procesar y condenar mejor a las personas acusadas de brujería. El Malleus maleficarum proporcionó evidencia bíblica del vuelo como un poder de Satanás, citando Mateo 4: 8 donde Satanás eleva a Jesús a la cima de una montaña para tentarlo a someterse al diablo. El Malleus también menciona cómo en Daniel 14: 33-36, un ángel voló con Habacuc a Babilonia desde Judea en solo unos minutos, llevando al profeta por el cabello. El diablo, como ángel caído, aún tendría esa capacidad de volar. Por lo tanto, volar era un poder que las brujas podrían usar debido a su conexión con el diablo.
El vuelo de las brujas se utilizó más tarde en los juicios de brujería, específicamente para desacreditar el testimonio del marido. El esposo podía testificar que había pasado toda la noche en la cama al lado de su esposa, pero el vuelo de las brujas haría posible que la bruja se fuera mientras el esposo cerraba los ojos, volaba para asistir al sábado y luego regresaba antes de que el marido se despertara.

## Descripción

### Maleficia y el Malleus Maleficarum
Maleficia eran hechos inexplicables que se atribuían a la brujería. Según Jane Schuyler, la imagen de Baldung sugiere dos tipos de maleficia: los huesos sugieren asesinato y los insectos y sapos en los vapores de la olla sugieren una plaga. El Malleus maleficarum afirma que las brujas pueden crear tormentas y plagas con la ayuda de Satanás, citando los castigos infligidos a Job y los magos del faraón en la época de Moisés que pudieron recrear tres de las plagas de Dios.
Las brujas en esta imagen están diseñadas para burlarse de la Misa cristiana y la Eucaristía. La bruja sentada de espaldas a la izquierda alza un cáliz. En una misa católica, el cáliz se llena con vino sacramental que luego se transforma en la Sangre de Cristo. La bruja anciana del medio sostiene en alto la patena, un plato que contiene el pan sacramental. Este pan será convertido en el Cuerpo de Cristo durante el milagro de la transubstanciación. En cambio, aquí el plato contiene dos pollos. La bruja central también sostiene una tela sucia sobre su cabeza, haciendo referencia tanto a la tela corporal como a la del altar que un sacerdote usa para exhibir la custodia.
En la parte superior izquierda de la imagen, a la izquierda de la bruja que vuela sobre una cabra, hay una figura oscurecida por los vapores que salen de la olla del ungüento. No es posible determinar la identidad o el sexo de este individuo, ya que solo se pueden ver sus piernas y pies sobresaliendo de los vapores. Hay un sombrero de obispo en el suelo, lo que sugiere que puede pertenecer a la figura oscurecida. Si es cierto, entonces este obispo sería el único hombre en la imagen, excluyendo a los animales.
Varios huesos rodean a las brujas, incluido un cráneo humano y un cráneo de caballo. Los huesos sugieren canibalismo e infanticidio, ambos mencionados en la Pregunta XI de la primera parte del Malleus maleficarum . En él, la bruja confiesa que las brujas matan a los niños de una manera que sugiera asfixia accidental o causas naturales. Luego desentierran los cuerpos de los infantes para hervirlos en un caldero. Se puede ver un caldero parcialmente oculto detrás de la bruja arrodillada del medio. La bruja acusada también mencionó que los sólidos hervidos se pueden convertir en un ungüento que ayuda específicamente al placer y al transporte.

### Lujuria
Se creía que la brujería provenía específicamente de la lujuria carnal. El Malleus maleficarum especifica que en las mujeres esta lujuria es "insaciable".
El Malleus maleficarum también conecta la lujuria de estas brujas con Eva, diciendo que Eva sedujo a Adán en el momento del pecado original. Dos de las brujas sentadas en el suelo tienen las piernas separadas, y la bruja montada en una cabra posa de tal manera que la horca que sujeta horizontalmente emerge de entre sus piernas, sugiriendo un falo.
El cabello suelto de las brujas también es un símbolo erótico. Según el Malleus maleficarum, el cabello suelto atraería la fascinación del diablo y distraería a los hombres durante la adoración. El cabello largo y suelto también podía ocultar las marcas o amuletos de las brujas, con este fin, los inquisidores a menudo ordenaban que el cuerpo de una bruja sospechosa fuera afeitado por completo antes de un juicio.
Los inquisidores de la iglesia reconocieron a la cabra como una forma que puede tomar el diablo, por lo que es posible que la cabra en esta imagen sea el diablo en forma animal. La postura hacia atrás de la bruja voladora indica que ella no tiene el control de la cabra o hacia dónde se dirige.
Sin embargo, Jane Schuyler cree que las dos cabras y un gato sugieren que la cabra no es un demonio, sino que estos son espíritus familiares. El gato está a la derecha junto a la base del árbol y de espaldas al espectador. La segunda cabra, a la izquierda detrás de las brujas sentadas, bala contenta y usa una pata para agarrar una horquilla de la que cuelgan salchichas y una olla.

## Interpretaciones contradictorias
Los estudiosos discuten sobre si estas brujas deben interpretarse como una exageración humorística de las creencias de los cazadores de brujas o una representación sorprendente destinada a asustar a la audiencia de Baldung.
La historiadora del arte Jane Schyler afirma que Las brujas ilustra las creencias de los inquisidores de la iglesia y que sus imágenes proceden directamente del Malleus maleficarum. Baldung, que tenía un abogado por padre y un profesor por hermano, probablemente tuvo acceso al Malleaus maleficarum a través de miembros de su familia.
Margaret Sullivan, también historiadora del arte, afirma que el grabado de Baldung no tenía necesariamente la intención de representar con precisión las ideas oficiales sobre la caza de brujas. Las luego arquetípicas brujas satánicas eran casi desconocidas por el público en general antes del año 1500. Sullivan señala que a principios del siglo XVI en Alemania los juicios por brujería y las ejecuciones eran en realidad relativamente poco comunes. Baldung y Durero frecuentaban los círculos humanistas de Estrasburgo, y los humanistas en su mayoría consideraban la brujería como " 'lujuria', un asunto que era más divertido que serio". Con Baldung siendo humanista, la apariencia de las brujas podría ser una referencia a la mitología clásica. Es plausible que Baldung se haya inspirado para crear la obra en la publicación de la Farsalia de Lucano en Estrasburgo el año anterior, que presenta a la bruja Erictón. La desnudez de las brujas también servía como una oportunidad artística para que Baldung mostrara su destreza en la anatomía al representar el desnudo femenino.